# Neottianthe camptoceras
Neottianthe camptoceras är en orkidéart som först beskrevs av Robert Allen Rolfe och William Botting Hemsley, och fick sitt nu gällande namn av Rudolf Schlechter. Neottianthe camptoceras ingår i släktet Neottianthe och familjen orkidéer. IUCN kategoriserar arten globalt som starkt hotad. Inga underarter finns listade i Catalogue of Life.